# Wingerode
Wingerode ist eine Gemeinde im thüringischen Landkreis Eichsfeld in der Verwaltungsgemeinschaft Leinetal.

## Geographie

### Lage

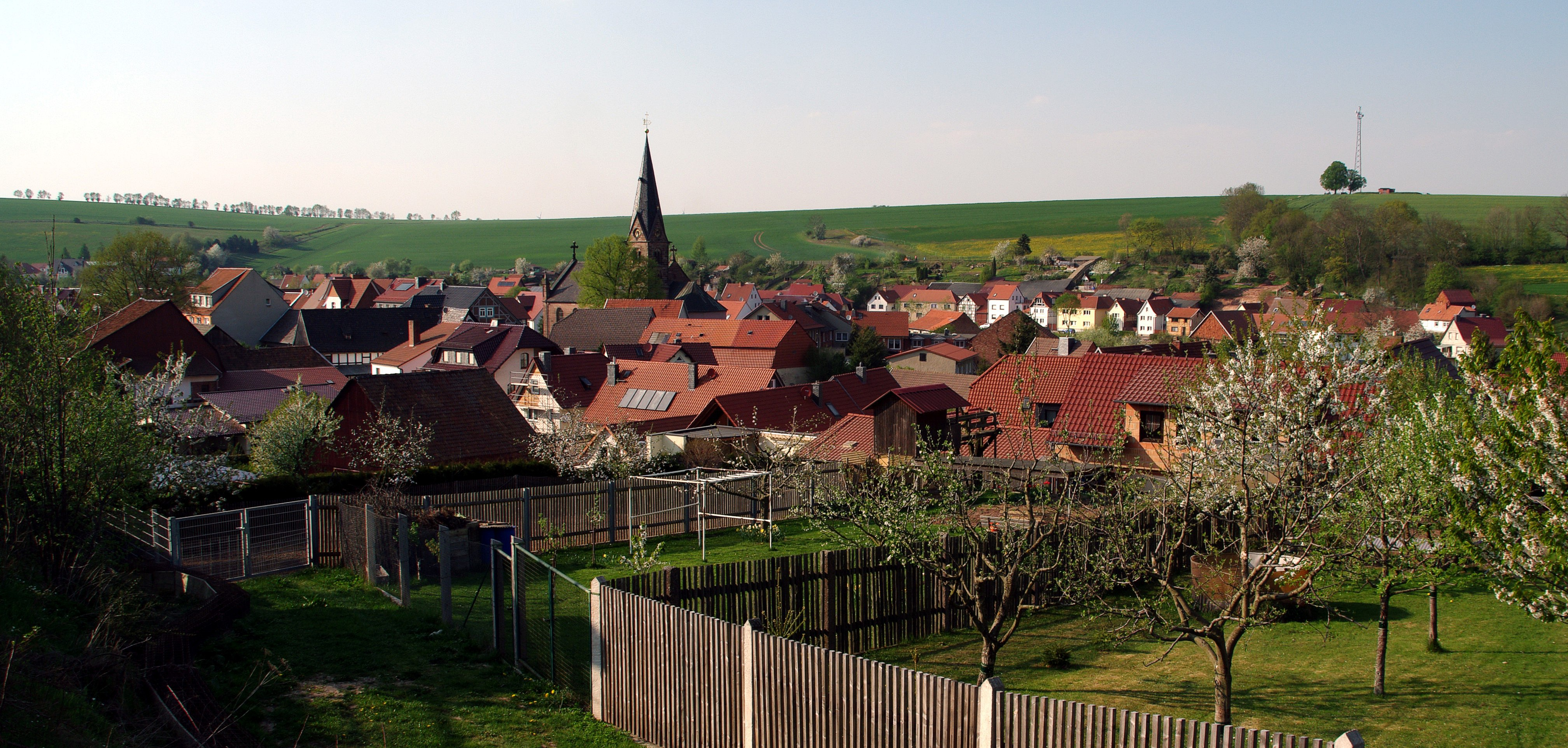
Blick über Wingerode

Wingerode liegt im Leinetal ungefähr 6 Kilometer östlich von Heilbad Heiligenstadt und 5 km westlich von Leinefelde. Der Ort ist umgeben von den Höhen des Dün mit dem Heiligenberg (493,6 m) im Süden und den Erhebungen von Stöckeberg (351,8 m), Mühlenberg (343,5 m) und des Eschberg (355,1 m) im Norden. In Wingerode münden der Haarbach und der Ritterbach in die Leine.

### Nachbarorte
Unmittelbare Nachbarorte sind Beuren im Osten, Bodenrode im Westen und Steinbach im Nordwesten.

### Verkehr
Der Ort hat einen Haltepunkt an der Bahnstrecke Halle–Hann. Münden. Die Landesstraße L 2021 verbindet mit der ehemaligen Bundesstraße 80 und heutigen L 3080, nördlich verläuft die Bundesautobahn 38 mit der Etzelsbachtalbrücke. Der Leine-Heide-Radweg führt von Leinefelde kommend durch Wingerode.

## Geschichte
Die urkundliche Ersterwähnung erfolgte am 24. September 1146 als Wichelderothe, daher konnte Wingerode im Jahr 1996 seine 850-Jahr-Feier begehen.
Im Jahre 1174 erwarb Heinrich der Löwe, Herzog von Bayern und Sachsen das Dorf vom Kloster Volkenroda zum Preis von zwei Hufen Land.
Seit dem 17. Jahrhundert war die örtliche Ignatiuskapelle Ziel von Wallfahrten. Wingerode gehörte bis zur Säkularisation 1802 zu Kurmainz und unterlag der Gerichtsbarkeit der Familie von Hanstein. 1802 bis 1807 wurde der Ort preußisch und kam dann zum Königreich Westphalen. Von 1815 bis 1945 war er Teil der preußischen Provinz Sachsen. Im Zweiten Weltkrieg mussten 23 Zwangsarbeitende im Ort arbeiten. 1945 kam der Ort zur sowjetischen Besatzungszone und war ab 1949 Teil der DDR. Von 1961 bis zur Wende und Wiedervereinigung 1989/1990 wurde Wingerode von der Sperrung der nahen innerdeutschen Grenze beeinträchtigt. Seit 1990 gehört der Ort zum wieder gegründeten Bundesland Thüringen.

### Einwohnerentwicklung

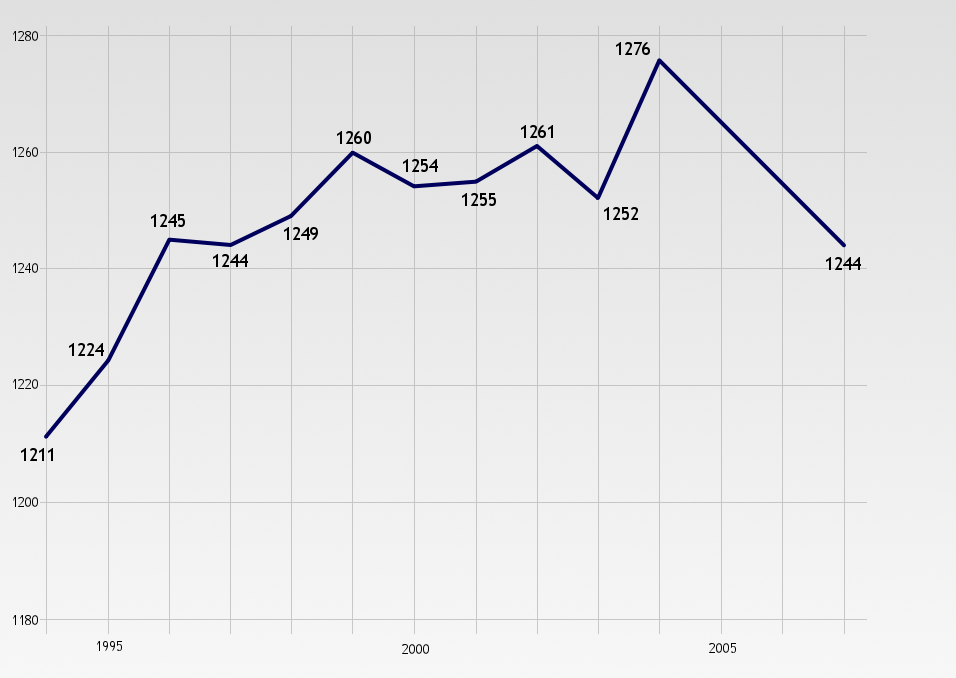
Einwohnerentwicklung von 1994 bis 2007

Entwicklung der Einwohnerzahl (31. Dezember):
| - 1994: 1.211 - 1995: 1.224 - 1996: 1.245 - 1997: 1.244 - 1998: 1.249 - 1999: 1.260 | - 2000: 1.254 - 2001: 1.255 - 2002: 1.261 - 2003: 1.252 - 2004: 1.276 - 2005: 1.274 | - 2006: 1.259 - 2007: 1.244 - 2008: 1.247 - 2009: 1.242 - 2010: 1.233 - 2011: 1.223 | - 2012: 1.215 - 2013: 1.221 - 2014: 1.197 - 2015: 1.184 - 2016: 1.197 - 2017: 1.177 | - 2018: 1.174 - 2019: 1.169 - 2020: 1.169 - 2021: 1.172 - 2022: 1.147 |

Datenquelle: Thüringer Landesamt für Statistik

## Politik

### Bürgermeister
Der ehrenamtliche Bürgermeister Erhardt Wehr wurde am 6. Juni 2010 gewählt und am 5. Juni 2016 im Amt bestätigt.

### Gemeinderat
Nach der Wahl 2014 hat der Gemeinderat 12 Mitglieder:

- CDU: 10 Sitze
- GW: 2 Sitze

### Wappen
Blasonierung: „In rotem Schild mit eingeschweifter silberner Spitze in Feld eins einen schräglinken Wellen-balken, in Feld zwei eine silberne schrägrechts liegende Axt und im Feld drei ein rotes von. goldenen Nägeln durchbohrtes flammendes Herz.“

## Wirtschaft und Infrastruktur

### Bildungseinrichtungen
Die Gemeinde verfügt über eine Grundschule.

### Wasser und Abwasser
Die Gemeinde wird vom Trinkwasserzweckverband Oberes Leinetal mit Trinkwasser versorgt und die Abwasserentsorgung wurde auf den Zweckverband Wasserversorgung und Abwasserentsorgung Obereichsfeld übertragen.

### Tourismus

#### Sehenswertes

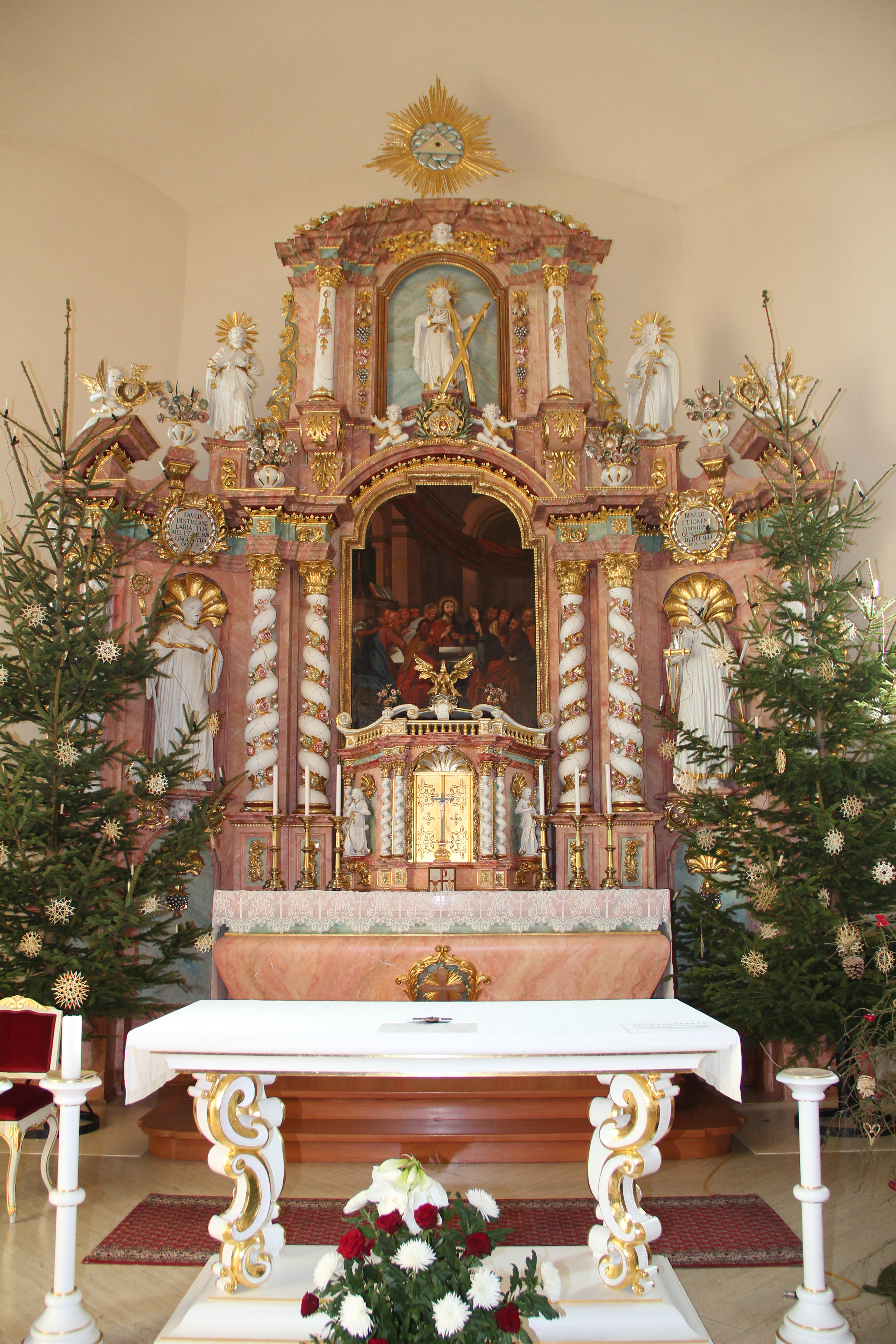
Pfarrkirche St. Johannes der Täufer in Wingerode

Sehenswürdigkeiten von Wingerode sind:
- der Dorfkern mit Anger und historischen Fachwerkhäusern
- die St. Johannes-der-Täufer-Kirche von 1896
- die Ignatiuskapelle
- die Mariengrotte
- das Bodendenkmal mit Wüstung und Glashütte Volsbach nordöstlich vom Ort
- die Etzelsbachtalbrücke
- kleiner Stausee südlich am Ortsrand